# Strona
Strona település Olaszországban, Piemont régióban, Biella megyében. Lakosainak száma 950 fő (2023. január 1.). Strona Casapinta, Cossato, Mezzana Mortigliengo, Valdilana, Valle San Nicolao és Lessona községekkel határos.

## Népesség
A település lakossága az elmúlt években az alábbi módon változott:
| Lakosok száma | 1070 | 1080 | 950  |
|               | 2017 | 2018 | 2023 |